# Ludwig Kilanyi
Ludwig Kilanyi (ungarisch Lajos Kilányi; * 17. März 1819 in Pest, Königreich Ungarn; † 22. April 1861 in Wien-Ottakring, Kaisertum Österreich) war ein ungarischer Balletttänzer und Ballettmeister, der auch Tätigkeiten als Ballettchoreograph ausübte. Seine Ehefrau Therese Kilanyi war ebenfalls als Tänzerin, Ballettmeisterin und Choreographin tätig.

## Leben
Ludwig Kilanyi studierte zunächst Medizin, nahm aber dann Ballettunterricht beim damals hochangesehenen Ballettmeister F. Crombé. 1842 wurde er Mitglied des Ensembles am Deutschen Theater Pest. 1846 heiratete er Therese Papp. Als Solistenpaar traten die beiden unter anderem in die neugegründete Nationaltänzer-Gruppe von Alexander  Veszter ein und unternahmen mit dieser diverse Gastspielreisen nach Wien, ins benachbarte Deutschland, aber auch nach Paris und London. 
Von 1857 bis zu seinem Tode war er als Ballettmeister am k.k. priv. Theater in der Josefstadt in Wien tätig, seine Frau wurde hier seine Nachfolgerin.